# Kololeč
Kololeč je malá vesnice, část města Třebenice v okrese Litoměřice. Nachází se asi jeden kilometr západně od Třebenic. Kololeč je také název katastrálního území o rozloze 1,04 km².

## Historie
První písemná zmínka o vesnici pochází z roku 1436.

## Obyvatelstvo
|                                                                    | 1869 | 1880 | 1890 | 1900 | 1910 | 1921 | 1930 | 1950 | 1961 | 1970 | 1980 | 1991 | 2001 | 2011 |
| ------------------------------------------------------------------ | ---- | ---- | ---- | ---- | ---- | ---- | ---- | ---- | ---- | ---- | ---- | ---- | ---- | ---- |
| Obyvatelé                                                          | 135  | 158  | 116  | 150  | 195  | 184  | 182  | 138  | 131  | 117  | 81   | 67   | 71   | 81   |
| Domy                                                               | 33   | 33   | 33   | 30   | 36   | 37   | 39   | 40   | —    | 37   | 32   | 35   | 37   | 37   |
| Počet domů z roku 1961 je zahrnut v domech místní části Třebenice. |      |      |      |      |      |      |      |      |      |      |      |      |      |      |

Ve vsi se narodili duchovní František Demel (1823–1900) a Erhard Lipka (1863–1916), rakouský a český pedagog a politik německé národnosti, na počátku 20. století poslanec Českého zemského sněmu a Říšské rady.

## Pamětihodnosti
- Socha svatého Jana Nepomuckého
- Kaplička

## Osobnosti
- František Demel (1823–1900), římskokatolický duchovní
- Erhard Lipka (1863–1916), pedagog a politik

## Galerie

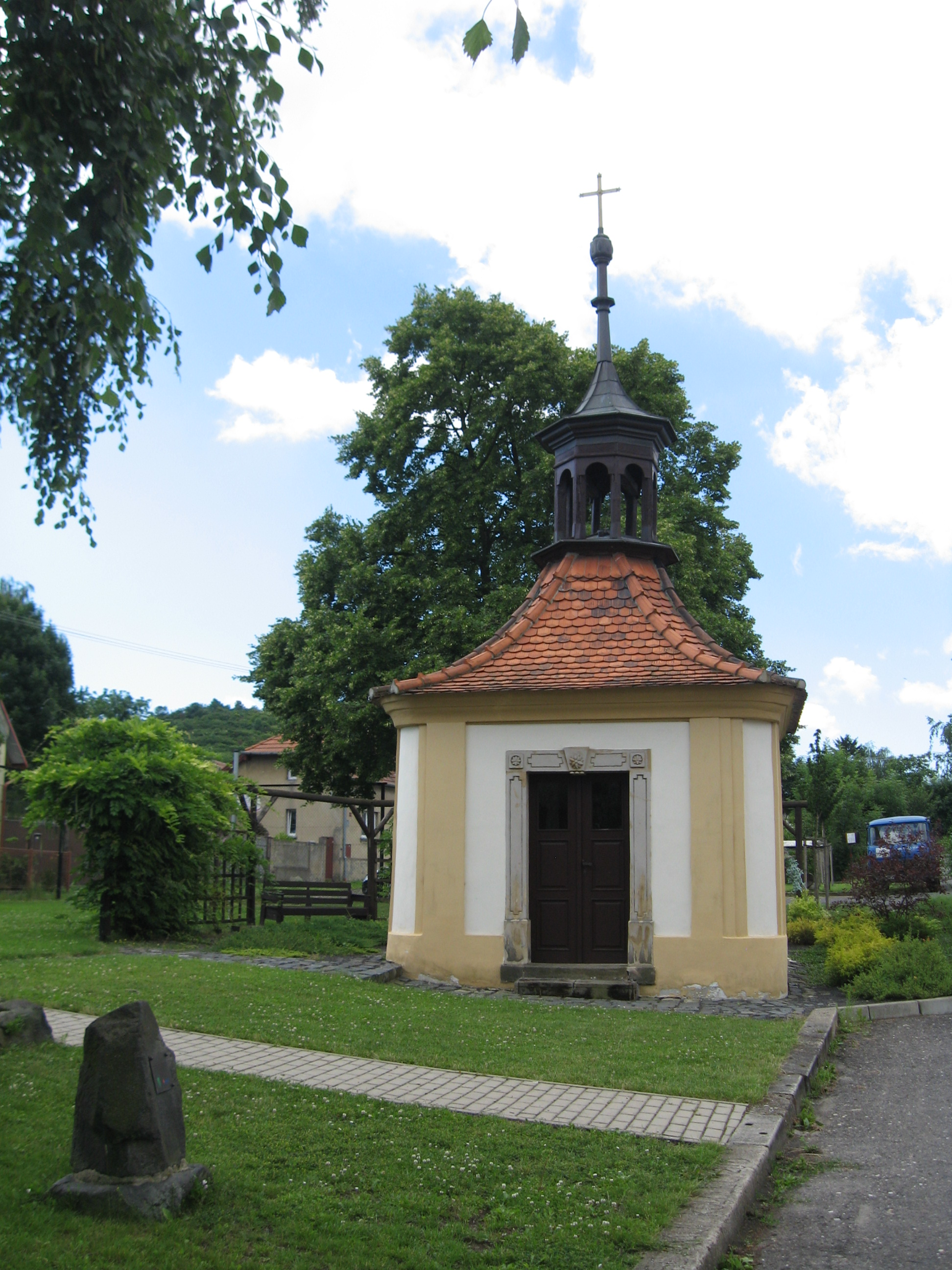
Kaplička
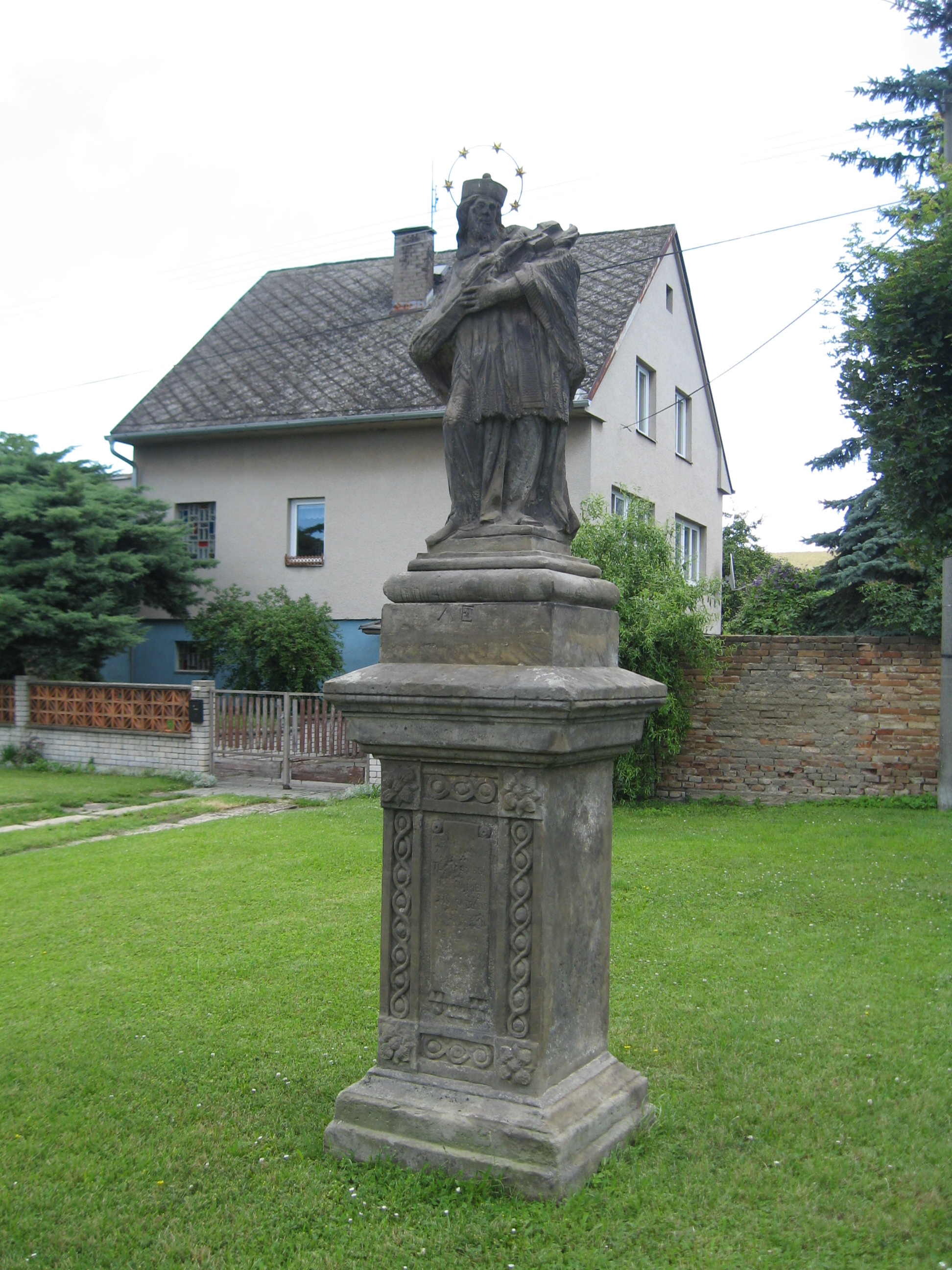
Socha svatého Jana Nepomuckého
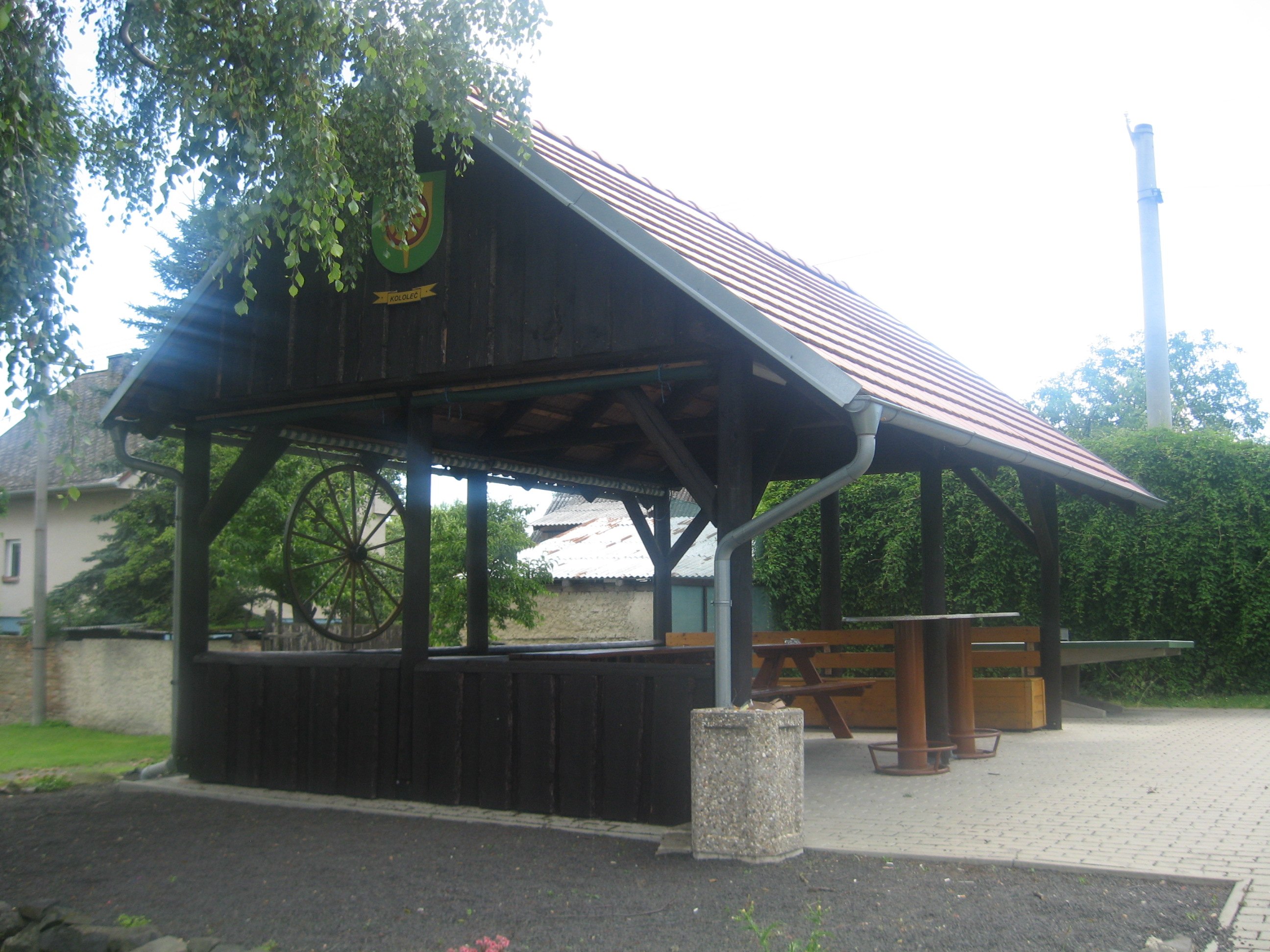
Odpočívadlo s kolem v Kololeči